# FC Nantes
FC Nantes je francuski nogometni klub iz Nantesa, koji se natječe u Ligue 1. 
Klub je osnovan 1943. godine. S osam naslova prvaka Ligue 1, te tri francuska kupa jedan je od najuspješnijih francuskih klubova. Najveći europski uspjesu su mu igranje u polufinalima Kupa pobjednika kupova 1979./80. i Lige prvaka 1995./96. Zbog žutih dresova, nadimak im je Les Canaris (kanarinci), a svoje domaće utakmice igraju na stadionu de la Beaujoire.

## Klupski uspjesi

### Domaći uspjesi
Ligue 1
- Prvak (8): 1964./65., 1965./66., 1972./73., 1976./77., 1979./80., 1982./83., 1994./95., 2000./01.

Francuski kup:
- Prvak (3): 1979., 1999., 2000.

Francuski superkup:
- Prvak (3): 1965., 1999., 2001.

### Međunarodni uspjesi
Kup Alpa:
- Prvak (1): 1982.

## Bivši poznati igrači
| - Loïc Amisse - Sylvain Armand - William Ayache - Bruno Baronchelli - Fabien Barthez - Jean-Paul Bertrand-Demanes - Bernard Blanchet - Maxime Bossis - Robert Budzynski - Eric Carrière - Benoît Cauet - Marcel Desailly - Didier Deschamps - Jean-Michel Ferri - Bernard Gardon - Nicolas Gillet - Philippe Gondet | - Christian Karembeu - Antoine Kombouaré - Guy Lacombe - Mickaël Landreau - Paul Le Guen - Roger Lemerre - Patrice Loko - Claude Makélélé - Henri Michel - Olivier Monterrubio - Jean-Claude Osman - Nicolas Ouédec - Éric Pécout - Reynald Pedros - Fabrice Poullain - Patrice Rio - Claude Robin | - Omar Sahnoun - Jean-Claude Suaudeau - Jérémy Toulalan - José Touré - Thierry Tusseau - Ángel Bargas - Victor Trossero - Jorge Burruchaga - Mauro Cetto - Nestor Fabbri - Angel Marcos - Oscar Muller - Ramon Muller - Julio Olarticoechea - Enzo Trossero - Michel Der Zakarian - Samson Siasia | - Franky Vercauteren - Vahid Halilhodžić - Eric Djemba-Djemba - Salomon Olembé - Japhet N'Doram - Mario Yepes - Johnny Mølby - Erich Maas - Noureddine Naybet - Julio Cesar Caceres - Robert Gadocha - Roman Kosecki - Viorel Moldovan - Mo Johnston - Adel Sellimi - Harlington Shereni - Ivan Klasnić |

## Vanjske poveznice
- Službena stranica (fr.)